# Базаев, Артур Каурбекович
Арту́р Каурбе́кович База́ев (осет. Бӕзаты Каурбекы фырт Артур; род. 17 августа 1959 селение Ногир Северной Осетии — Алании) — Заслуженный тренер СССР и РСФСР по вольной борьбе (1991). Мастер спорта международного класса.

## Биография
Родился 17 августа 1959 года в селении Ногир Пригородного района Северной Осетии — Алании. С 13 лет стал занимать вольной борьбой у заслуженного тренера РСФСР Фёдора Евдокимовича Калоева. Неоднократно выступал на многих чемпионатах РСФСР и СССР. В 1974 году стал чемпионом Российского совета «Динамо». В 1975 году победитель Спартакиады школьников РСФСР, в 1983 году стал серебряным призёром чемпионата СССР и победителем международного турнира в Москве.
В 1981 году окончил факультет физического воспитания и спорта Северо-Осетинского государственного университета имени Коста Левановича Хетагурова и работает тренером по вольной борьбе в республиканском физкультурно-спортивном обществе «Динамо».
В 1986 году получает звание заслуженного тренера РСФСР. В 1991 году получает звание заслуженного тренера СССР за подготовку двукратного победителя Кубка мира, призёр чемпионата мира и призёра Олимпийских игр в Сеуле Владимира Тогузова. Так же тренировал известных борцов, таких как, чемпион Олимпийских игр в Афинах и трёхкратный чемпион мира — Эльбрус Тедеев, чемпион мира — Ибрагим Алдатов, чемпион Европы — Сослан Кцоев, многократный Чемпион Европы и призёр чемпионата мира — Вадим Тасоев, победитель чемпионата мира среди военнослужащих и многих международных турниров — Альберт Базаев.